# Столл, Пол
Пол Майкл Столл (англ. Paul Michael Stoll; род. 14 декабря 1985, Лансинг, штат Мичиган, США) — мексиканский профессиональный баскетболист, играющий на позиции разыгрывающего защитника.

## Карьера
После окончания университета Техас Столл с 2008 по 2012 годы защищал цвета клубов Латинской Америки. В 2012 году завоевал золотые медали чемпионата Мексики, выступая за «Хальконес Рохос», а также выиграл конкурс трёхочковых в «Матче Всех Звезд» чемпионата Мексики.

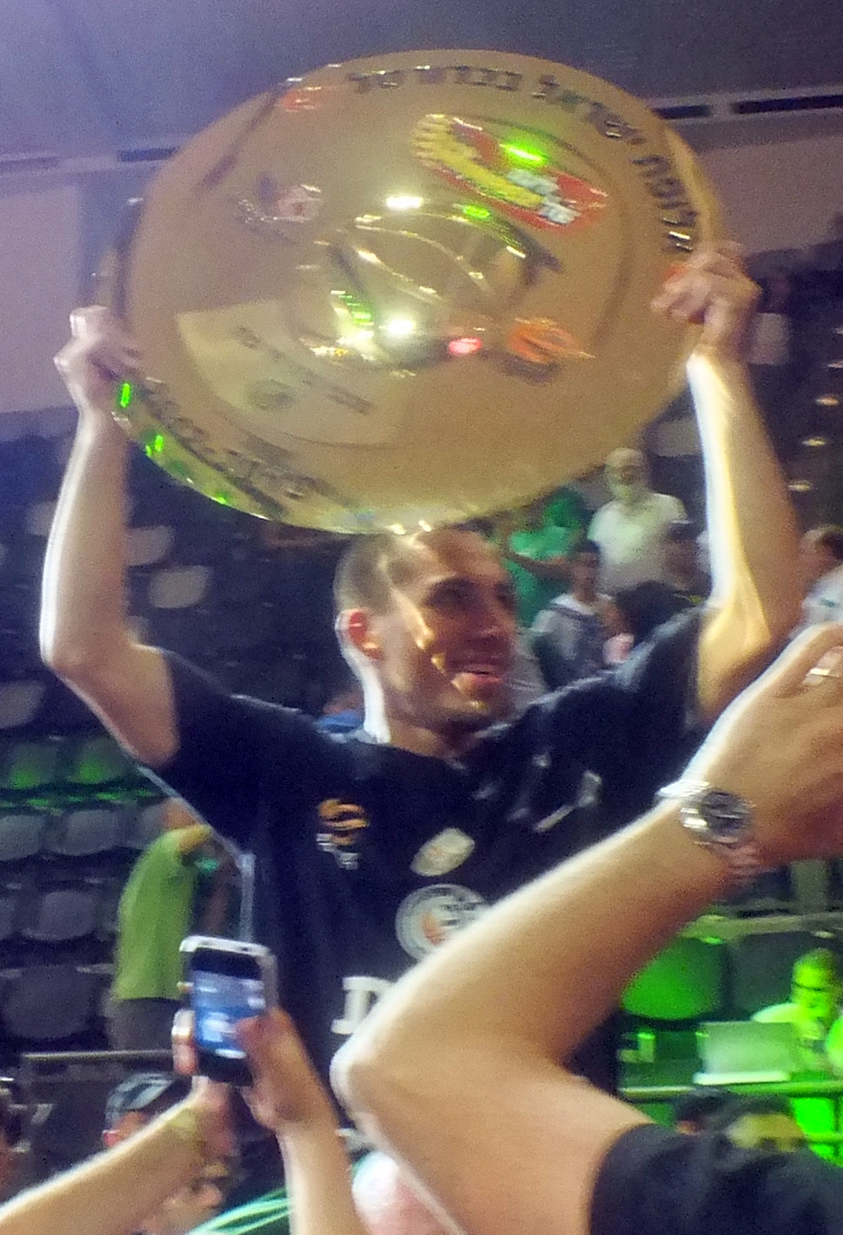
Пол Столл поднимает чемпионский трофей в составе команды «Маккаби» (Хайфа)

В 2012 году Столл перебрался в Европу, где в сезоне 2012/2013 стал с «Маккаби» из Хайфы чемпионом Израиля. В том же сезоне Столл вновь стал победителем конкурса трёхочковых бросков в «Матче Всех Звезд» – на этот раз в Израиле.
Следующий спортивный год провёл в турецком «Трабзонспоре», финишировав девятым в Турецкой баскетбольной лиге и дойдя до четвертьфинала Кубка страны.
В сезоне 2014/2015 Столл вернулся в мексиканский «Хальконес Рохос», которому помог выиграть регулярный чемпионат страны. В 26 матчах чемпионата Мексики он в среднем набирал 10,5 очка, 4,0 передачи, 2,2 подбора, 1,7 перехвата за 21,2 минуты, продемонстрировав высокий процент реализации трёхочковых бросков – 43,3%.
В ноябре 2015 года подписал контракт с «Автодором» рассчитанный до 20 декабря 2015 года, с возможностью продления до конца сезона 2015/2016. В составе саратовской команды в Единой лиге ВТБ Столл в среднем набирал 14,6 очка, 3,1 подбора и 7,6 передачи.
В ноябре 2016 года Столл перешёл в УНИКС.
В марте 2018 года стал игроком «Сарагосы».

## Сборная Мексики
За сборную Мексики выступает с 2010 года, став с ней победителем чемпионата Америки-2013, чемпионом Центральной Америки-2014 и серебряным призёром Панамериканских игр-2011.
В начале сентября 2015 года мексиканцы стали четвертыми на чемпионате Америки. Его «дабл-дабл» в матче за 3-е место (16 очков и 10 передач) не помог завоевать «бронзу» сборной Мексики, с минимальным счётом уступившей команде Канады – 86:87.

## Достижения

### Клубные
- Чемпион Мексики: 2011/2012
- Чемпион Израиля: 2012/2013

### Сборная Мексики
- Серебряный призёр Панамериканских игр: 2011
- Чемпион Америки: 2013
- Чемпион Центробаскета: 2014
- Серебряный призёр Центробаскета: 2016